# Bodega

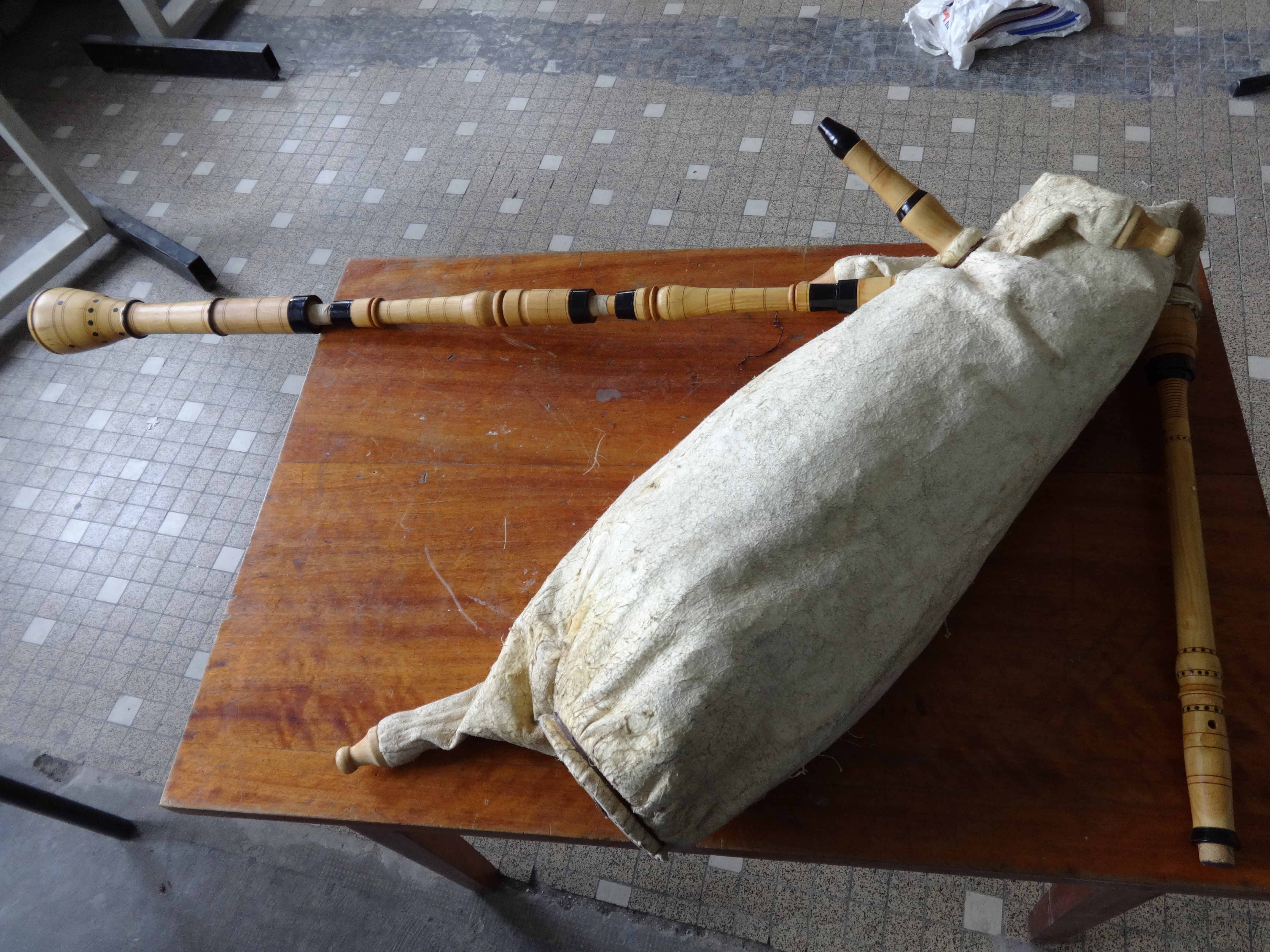
La bodega (boudèguo) ou craba (crabo) instrument traditionnel de la montagne noire.

Pour les articles homonymes, voir Bodega (homonymie).
Bodega est un terme occitan désignant un instrument de musique à vent de la famille des cornemuses (synonyme craba ou boudègue), à l'origine joué dans la Montagne Noire puis qui s'est répandu dans les départements français de l'Aude, de l'Hérault, de la Haute-Garonne et du Tarn.

## Facture
La poche est constituée d'une peau de chèvre (parfois de mouton) entière sur laquelle sont fixées des pièces de bois (le plus souvent en buis) qui sont :
- le bufet (soufflet) dans lequel souffle le bodegaire pour remplir la poche
- le graile (hautbois) équipé d'une anche double qui permet de jouer la mélodie
- la bonda (bourdon), long tuyau reposant sur l'épaule du musicien et muni d'une anche simple en roseau (tonalité FA).

## Jeu
La tessiture de l'instrument s'étend de la sous-tonique mi3 bémol au sol4 ; les tonalités de jeu sont Fa / Sib.
Le répertoire de la Bodega est constitué de complaintes, de musiques à danser du Tarn (branlous, branles, buta vam) mais aussi des valses, scottish ou encore mazurkas.
Le jeu peut être accompagné d'un hautbois (grailhe) mais ce mode de jeu n'est pas attesté par les témoignages d'anciens bodegaires.